# Harantacris
Harantacris is een geslacht van rechtvleugeligen uit de familie veldsprinkhanen (Acrididae). De wetenschappelijke naam van dit geslacht is voor het eerst geldig gepubliceerd in 1972 door Wintrebert.

## Soorten
Het geslacht Harantacris omvat de volgende soorten:
- Harantacris ambrensis Wintrebert, 1972
- Harantacris insulamagna Wintrebert, 1972